# 埃里希·施耐德
埃里希·施耐德（Erich Schneider，1894年8月12日—1980年8月3日）是一位納粹德國德意志國防軍将领，曾参加第二次世界大战，出任第4裝甲師和第14步兵師指揮官，並获颁騎士鐵十字勳章。